# Столичный педагогический университет
Столичный педагогический университет (кит. трад. 首都師範大學, упр. 首都师范大学, пиньинь Shǒudū Shīfàn Dàxué, палл. шоуту шифань дасюэ, известен также по сокращению 首师大) — университет в Пекине. Входит в число университетов участвующих в программе обновления и модернизации образовательных учреждений Проект 211
Университет был основан в 1954 году, первоначально назывался Пекинский педагогический институт (北京师范学院), нынешнее название получил в 1993 году. Ректор — Гун Хуэйли (宫辉力). Главный корпус университета находится по адресу: Пекин, район Хайдянь, Си Сань Хуань Бэй Лу (西三环北路), 105.